# تازه (مراکش)
تازة (عربی: تازة‎) شهری در شمال مراکش است که در دالان بین کوه‌های ریف و اطلس میانی قرار دارد. این شهر حدود ۱۲۰ کیلومتری شرق فاس و ۱۵۰ کیلومتری جنوب حسیمه واقع شده است. طبق سرشماری مراکش در سال ۲۰۱۹، جمعیت این شهر ۱۴۸٬۴۰۶ نفر ثبت شده است و مرکز استان تازة محسوب می‌شود.

## تاریخچه
تازة در گذشته با نام رباط تازة (عربی: رباط تازة‎) شناخته می‌شد که یک اردوگاه نظامی وابسته به خلافت فاطمیان بود. این اردوگاه توسط موسی بن أبی العافیة (موسی بن أبی العافیة)، فرماندار محلی و رهبر میکناسه، تأسیس شد.
تا اوایل قرن بیستم، تازة یکی از مراکز تجاری مهم در مسیر میان فاس و مرز الجزایر بود. نام تازة در جای‌نام‌شناسی ممکن است از واژهٔ تیزی در زبان آمازیغی گرفته شده باشد که به معنای تپه‌ای میان کوه‌ها است؛ محلی که شهر در آن قرار دارد.
تازة ابتدا توسط قبایل میکناسه سکونت داده شد که به آن نام میکناسة تازة دادند؛ مشابه میکناسة الزیتون (شهر امروزی مکناس که سکونتگاه دیگری از میکناسه است). امپراتوری مرابطون در سال ۱۰۷۴ تازة را تصرف کرد و در سال ۱۱۳۲ این شهر به کنترل خلافت موحدون درآمد. در سال ۱۲۴۸، شهر به تصرف مرینیان درآمد.
اگرچه تازة مانع پیشروی امپراتوری عثمانی از الجزیره به سمت تصرف آنچه اکنون مراکش است شد، اما در سال ۱۹۱۴ به دست امپراتوری استعماری فرانسه افتاد. بخش قدیمی شهر شامل آثار بربری، مسجدها و مدرسه اسلامی قرآنی مربوط به قرن چهاردهم است. جمعیت این شهر در سال ۱۹۸۲ بالغ بر ۷۷٬۲۱۶ نفر بود.

## جغرافیا
تازة در شمال-مرکز مراکش، در جنوب منطقه ریف و در خارج از رشته‌کوه‌های این منطقه، بر روی دشتی باریک قرار دارد. این شهر از دو بخش تشکیل شده است که پیش‌تر دو شهر جداگانه بوده و بر روی دو تراس جداگانه مشرف به دره‌ای کوهستانی ساخته شده‌اند. بخش قدیمی تازة در ارتفاع ۱٬۹۱۹ فوت (۵۸۵ متر) از سطح دریا قرار دارد و با استحکامات احاطه شده است؛ در حالی که بخش جدید شهر، که توسط فرانسوی‌ها در سال ۱۹۲۰ تأسیس شد، در دشتی حاصلخیز و در ارتفاع ۱٬۴۶۰ فوت (۴۴۵ متر) قرار دارد.
شواهد فسیلی نشان می‌دهد که غارهای منطقه از دوران پارینه‌سنگی مسکونی بوده‌اند. یکی از مهم‌ترین غارهای مراکش، غار رهار چاره، در نزدیکی تازة واقع شده است. طول این غار بیش از ۷٫۶ کیلومتر است.
این شهر در گذرگاهی کوهستانی به نام «شکاف تازة» واقع شده است، جایی که کوه‌های ریف و رشته‌کوه اطلس میانی به هم می‌رسند. از طریق این گذرگاه، موج‌های پیاپی مهاجمان به سمت غرب و دشت‌های ساحلی اقیانوس اطلس در شمال‌غربی آفریقا حرکت می‌کردند.